# 天沢退二郎
天沢 退二郎（あまざわ たいじろう、1936年7月31日 - 2023年1月25日）は、日本の詩人・仏文学者・児童文学作家・翻訳家。宮沢賢治研究者。
東京大学文学部仏文科卒業。明治学院大学文学部フランス文学科教授を経て、同大名誉教授。息子に童夢のレースエンジニア・天澤天二郎。

## 年譜
- 1936年 - 東京に生まれる。
- 1939年 - 父が建国大学の助教授に就任したのに伴い、両親とともに満州に渡る[3]。
- 1946年 - 満州より引き揚げ。
- 1949年 - 宮沢賢治に影響を受け詩作を始める。
- 1955年 - 千葉県立千葉第一高等学校卒業。
- 1956年 - 東京大学入学。同窓に蓮實重彦がいた。
- 1957年 - 処女詩集『道道』刊行。
- 1964年 - パリ大学留学（ - 1966年）。
- 1967年 - 明治学院大学文学部講師（のち教授）
- 1977年 - 詩集『Les Invisibles 目に見えぬものたち』により第15回藤村記念歴程賞受賞。
- 1985年 - 詩集『《地獄》にて』により第15回高見順賞受賞。
- 1985年 - 銀河鉄道の夜のアニメーション化に協力。
- 1987年 - 『《宮沢賢治》鑑』により第2回岩手日報文学賞賢治賞受賞。
- 1992年 - 『フランス中世文学集1〜3』が第28回日本翻訳出版文化賞受賞。
- 1996年 - 『イーハトーブ幻想〜KENjIの春』を監修。作品は第23回放送文化基金賞受賞。
- 2001年 - それまでの宮沢賢治研究の業績により第11回宮沢賢治賞受賞。
- 2002年 - 詩集『幽明偶輪歌』により第53回読売文学賞詩歌俳句賞受賞。紫綬褒章受章[4]。
- 2003年 - 山之口貘賞選考委員
- 2005年 - 明治学院大学定年退職、名誉教授、帝京平成大学教授
- 2006年 - 帝京平成大学退職
- 2010年 - 瑞宝中綬章受章
- 2023年1月25日19時35分 - 急性呼吸不全のため、千葉市稲毛区の病院で死去[5][6]。86歳没。

## エピソード
- 県立千葉高校では図書室の「現代詩鑑賞」「近代詩鑑賞」の類から、北園克衛・春山行夫・西脇順三郎・吉田一穂などの詩をノートに書き写した。「詩学」掲載の谷川俊太郎の詩には特に関心をひかれなかった。鮎川信夫『現代詩作法』には強い違和感を抱いた。
- 大学に入るとまず秋元潔に手紙を出し、かれと彦坂紹男二人でやっていた「舟唄」の同人になった。

## 著作

### 詩集
- 『道道』（舟唄叢書、1957）
- 『朝の河』（國文社、1961）
- 『夜中から朝まで』（新芸術社、1963）
- 『時間錯誤』（思潮社、1966）
- 『血と野菜』（思潮社、1970）
- 『取経譚』（山梨シルクセンター出版部、1972）
- 『譚海』（青土社、1972）
- 『「評伝オルフェ」の試み』（書肆山田、1973）
- 『夜々の旅』（河出書房新社、1974）
- 『Les Invisibles 目に見えぬものたち』（思潮社、1976）
- 『死者の砦』（書肆山田、1978）
- 『乙姫様』（青土社、1980）
- 『帰りなき者たち』（河出書房新社、1981）
- 『眠りなき者たち』（中央公論社、1982）
- 『《地獄》にて』（思潮社、1984）
- 『ノマディスム』（青土社、1988）
- 『欄外紀行』（思潮社、1991）
- 『夜の戦い』（思潮社、1995）
- 『胴乱詩篇』（思潮社、1997）
- 『悪魔祓いのために』（思潮社、1999）
- 『幽明偶輪歌』（思潮社、2001）
- 『御身あるいは奇談紀聞集』（思潮社、2004）
- 『人間の運命 - 黄変綺草集』（思潮社、2007）
- 『Avision - 幻夢詩篇 』（書肆山田、2009）
- 『アリス・アマテラス』（思潮社、2011）
- 『南天お鶴の狩暮らし』（書肆山田、2013）
- 『贋作・二都物語』（思潮社、2014）

#### 選詩集
- 『天沢退二郎詩集』（思潮社 現代詩文庫、1968）
- 『天澤退二郎詩集』（青土社、1972）
- 『新選天沢退二郎詩集』（思潮社 現代詩文庫、1980）
- 『天沢退二郎集』（「房総文芸選集」あさひふれんど千葉、1991）
- 『続・天沢退二郎詩集』（思潮社 現代詩文庫、1993）
- 『続続・天沢退二郎詩集』（思潮社 現代詩文庫、1993）

### 児童文学

#### 長編
- 『光車よ、まわれ！』（筑摩書房、1973／ちくま文庫、1987／ブッキング、2004／ポプラ文庫、2010）
- 『《三つの魔法》その一・オレンジ党と黒い釜』（筑摩書房、1978）
- 『《三つの魔法》その二・魔の沼』（筑摩書房、1982）
- 『《三つの魔法》その三・オレンジ党、海へ』（筑摩書房、1983）
- 『《三つの魔法》その四・オレンジ党 最後の歌』（復刊ドットコム、2011）

#### 短編集
- 『夢でない夢』（大和書房、1973）
- 『闇の中のオレンジ』（筑摩書房、1976）
- 『水族譚 - 動物童話集』（大和書房、1978）
- 『ねぎ坊主畑の妖精たちの物語』（筑摩書房、1994）

### 評論・評論集
- 『宮沢賢治の彼方へ』（思潮社、1968／ちくま学芸文庫、1993）
- 『紙の鏡 - 言葉から作品へ作品から言葉へ』（洛神書房、1968）、新版・山梨シルクセンター出版部
- 『作品行為論を求めて』（田畑書店、1970）
- 『夢魔の構造 - 作品行為論の展開』（田畑書店、1972）
- 『《宮澤賢治》論』（筑摩書房、1976）
- 『フランス詩への招待 - 訳詩と鑑賞』（思潮社、1980）
- 『幻想の解読』（筑摩書房、1981）
- 『エッセー・オニリック - アーサー王・ボスコ・銀河鉄道の夜』（思潮社、1985）
- 『《宮沢賢治》鑑』（筑摩書房、1986）
- 『《中島みゆき》を求めて』（創樹社、1986／河出文庫、1992）
- 『詩はどこに住んでいるか』（思潮社、1990）
- 『丸善ライブラリー 謎解き・風の又三郎』（丸善、1991）
- 『《宮沢賢治》注』（筑摩書房、1997）
- 『《宮沢賢治》のさらなる彼方を求めて』（筑摩書房、2009）

#### 共著
- 『「銀河鉄道の夜」とは何か 討議』（青土社、1979）
- 『討議・「銀河鉄道の夜」とは何か 新装改訂版』（青土社、1979）

### エッセー集
- 『雪から花へ 風俗から作品へ』（思潮社、1980）

### 編著
- 『宮沢賢治研究叢書「春と修羅」研究 1・2』（学藝書林、1975）
- 『銀河鉄道の夜・風の又三郎・ポラーノの広場』（講談社、1979）
- 『新編宮澤賢治詩集』（新潮社、1991）
- 『宮澤賢治ハンドブック』（新書館、1996）
- 『あまの川 - 宮沢賢治童謡集』（筑摩書房、2001）
- 『宮沢賢治万華鏡』（新潮社、2001）

#### 共編著
- 『校本宮澤賢治全集』（筑摩書房、1973-1977）
- 『新修宮澤賢治全集』（筑摩書房、1980-1982）
- 『文庫版宮澤賢治全集』（筑摩書房、1985-1995）
- 『名詩渉猟 - わが名詩選』（思潮社、2005）
- 『新校本 宮澤賢治全集』（筑摩書房、1995-2009）
- 『図説 宮澤賢治』（筑摩書房<ちくま学芸文庫>、2011）

### 翻訳
- ジュリアン・グラック「大いなる自由」（思潮社、1964、新版1987）
- ジョルジュ・バタイユ「青空」（晶文社、1968、新版1998）
- モーリス・ブランショ「至高者」（筑摩書房、1970）
- アンリ・ボスコ「少年と川」（日本ブリタニカ、1980)
- ポスコ「犬のバルボッシュ - パスカレ少年の物語」（福音館書店、1984／福音館文庫、2013）
- ポスコ「少年と川・島の狐 - パスカレ少年の物語」（福音館書店、1985）
- ポスコ「バルガボ パスカレ - パスカレ少年の物語」（福音館書店、1986）
- シャルル・ペロー「シンデレラ - 小さなガラスの靴」（三起商行/ミキハウス、1987、新版2000）
- アンドレ・ドーテル「荒野の太陽」（福音館書店、1988）
- ポスコ「シルヴィウス」（新森書房、1988）
- ポスコ「マリクロワ」（新森書房、1990）
- ジャン・フラピエ「聖杯の神話」（筑摩叢書、1990）
- ポスコ「骨董商」（河出書房新社（上・下）、1992）
- 「聖杯の探索 - 中世フランス語散文物語」（人文書院、1994）
- アラン・フルニエ「グラン・モーヌ」（岩波文庫、1998）
- ジュリアン・グラック「異国の女性に捧げる散文」（思潮社、1998）
- フランソワ・ヴィヨン「ヴィヨン詩集成」（白水社、2000）
- 「ペロー童話集」（岩波少年文庫、2003）

#### 共訳
- アラン・ロブグリエ『去年マリエンバートで/不滅の女』（蓮實重彦共訳、筑摩書房、1969）
- ディーノ・ブッツァーティ『シチリアを征服したクマ王国の物語』（増山暁子共訳、福音館書店、1987／福音館文庫、2008）
- 『フランス中世文学集』（白水社、1991）
- 『ロマン・ビクトル・プジュベ著「LULU」日本語版CD-ROM』（アリアドネメディア、東北新社、サテライト、ボイジャー、1996）[7]
- 『ハンス・クリスチャン・アンデルセン著「スノー・クイーン」日本語版CD-ROM』（アリアドネメディア、東北新社、サテライト、ボイジャー、1996）[8]
- 『フランス中世文学名作選』（白水社、2013）編集委員（他は松原秀一・原野昇）

### 百科事典
- 『世界大百科事典』の項目「円卓物語」「騎士道物語」「宮廷風恋愛」「銀河鉄道の夜」「クレティアン・ド・トロア」「幻想文学」「聖杯文学」「春と修羅」「ブノア・ド・サント・モール」「宮沢賢治」「ランスロ物語」「ワース」の執筆。